# گیوم فان کایرسبولک
گیوم فان کایرسبولک (انگلیسی: Guillaume Van Keirsbulck؛ زادهٔ ۱۴ فوریهٔ ۱۹۹۱) دوچرخه‌سوار اهل بلژیک است.
از باشگاه‌هایی که در آن بازی کرده‌است می‌توان به تیم کوئیک‌استپ فلورز، و تیم کوئیک‌استپ فلورز، و وانتی–گروپ گوبر اشاره کرد.